# Metrosideros longipetiolata
Metrosideros longipetiolata là một loài thực vật có hoa trong Họ Đào kim nương. Loài này được J.W.Dawson mô tả khoa học đầu tiên năm 1984.